# Neumarkter Recht
Das Neumarkter Recht (lateinisch ius Theotonicum Noviforense, auch ius Theotonicum Sredense; polnisch Prawo średzkie) erhielt seine Bezeichnung nach der Stadt Neumarkt im Herzogtum Schlesien. Es fußte auf dem Magdeburger Recht.

## Geschichte
Vermutlich in seinen ersten Regierungsjahren stattete Herzog Heinrich I. den damaligen Markt Szroda mit deutschem Recht aus. Dabei fand das Magdeburger Recht Anwendung, das in einzelnen Punkten den schlesischen Verhältnissen angepasst und als Neumarkter Recht bezeichnet wurde. Nachfolgend wurde das in Neumarkt praktizierte deutsche Recht Vorbild für andere Orte. Erstmals erwähnt wurde es 1223, als der Breslauer Bischof Lorenz die Stadt Ujest zu dem Recht aussetzte, „das der Neue Markt Herzog Heinrichs, der Szroda genannt wird“, anwandte. (eodem iure, quo utitur Novum Forum ducis Henrici, quod Szroda dicitur.) 
Neben zahlreichen Städten und Dörfern in Schlesien wurde das Neumarkter Recht auch in Groß- und Kleinpolen sowie Rotreußen verliehen. In der ersten Hälfte des 14. Jahrhunderts entstand das Neumarkter Rechtsbuch, das jedoch nur fragmentarisch überliefert ist.